# Bothus robinsi
Bothus robinsi är en fiskart som beskrevs av R. W. Topp och F. H. Hoff 1972. Bothus robinsi ingår i släktet Bothus och familjen tungevarsfiskar. Inga underarter finns listade.